# 反對逃犯條例修訂草案運動相關嚴重傷亡事件

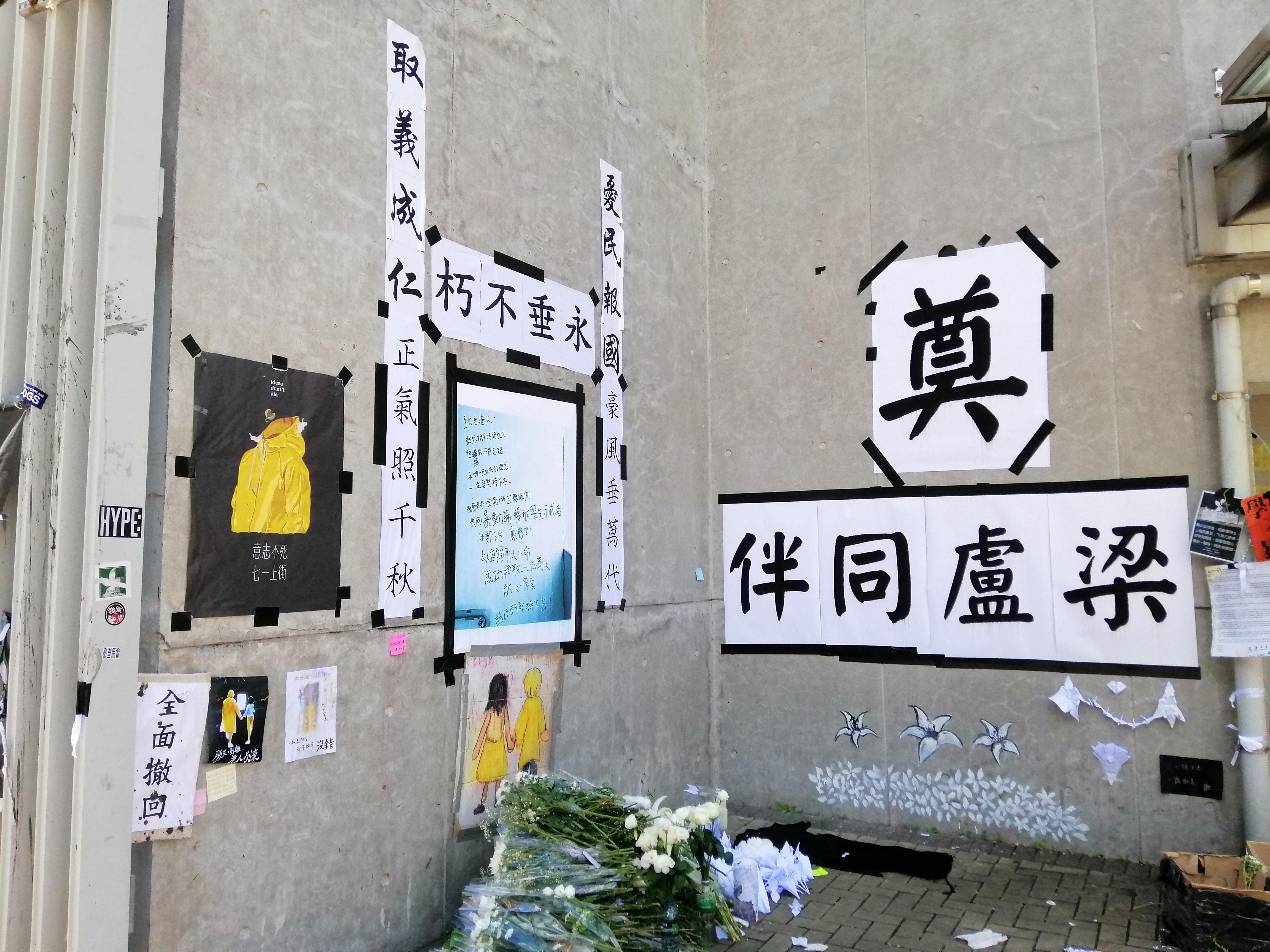
位處金鐘政總連儂牆附近，梁凌杰及盧曉欣的公眾祭祀區

反對逃犯條例修訂草案運動相關嚴重傷亡事件收錄與2019年在香港發生的反對逃犯條例修訂草案運動相關的嚴重受傷、死亡、及懷疑性侵犯事件。

## 因支持運動而自殺
反對逃犯條例修訂草案運動期間，梁凌杰、盧曉欣、鄔幸恩、范遠聰等人自杀。死者生前控訴政府未有正面面對各界人士訴求。有市民先後為自殺人士舉辦悼念會。

### 梁凌杰

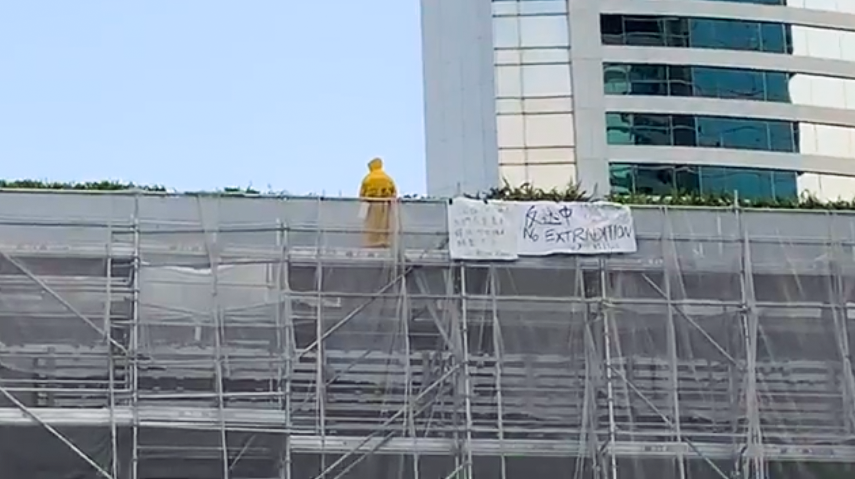
身穿黃色雨衣的梁凌杰在太古廣場高位危站

2019年6月15日下午4時許，行政長官林鄭月娥下午宣布暫緩修訂《逃犯條例》後，一名35歲名為梁凌杰的男子穿著黃色雨衣，在金鐘太古廣場4樓平台正進行外牆收復工程的工作台外懸掛反修例和反政府的抗議標語，要求撤回條例及釋放在警民衝突中的被捕人士，消防員接報後在現場打開救生氣墊，至接近9時，梁凌杰危坐五小時後突然爬出棚架外，消防員嘗試展開救援但不果，梁墮下至地面行人路，最終在晚上9時15分傷重身亡。
|          | 全面撤回送中。我們不是暴動。釋放學生 傷者。林鄭下台。Help Hong Kong。 反送中 No EXTRADITION TO CHINA。MAKE LOVE No shoot! |
| ——梁凌杰 | |

在6月15日梁凌杰於太古廣場自殺後，翌日有大量遊行人士夾道贈花悼念，並設立臨時靈堂，然而在6月30日支持香港警察集會中，被集會人士破壞。其後民陣宣布該次遊行參與人數約有「二百萬零一人」，以示逝者的靈魂與遊行人士同在。隨著有更多人自我犧牲，市民自行發起追思會悼念死者。惟政務司司長張建宗指逝者自殺原因與「情緒問題」有關，而行政會議成員羅范椒芬更在出席電台直播時表示不能把任何因修例自殺的逝者視為政府的責任。

### 盧曉欣
2019年6月29日下午近4時，一名就讀香港教育大學創意藝術與文化（音樂）系的21歲女子盧曉欣，在粉嶺嘉福邨福泰樓的高處墮下，救援人員到場後證實她傷重不治。警方封鎖現場後，用帳篷遮蓋遺體、登樓調查，並在24樓梯間牆身發現有死者署名、寫有反修例的字句。有關字句其後被警方用膠袋遮掩，最後被油漆掩蓋。另外據悉其在生前受精神病困擾，生前正接受治療。她在墮樓前，在24樓的後樓梯間的牆壁上用紅筆上寫有「反送中」及近100字的文章，然後將相片上載至Instagram。
|          | 致香港人： 雖然抗爭時間久了，但絕對不能忘記，我們一直以來的理念，一定要堅持下去。 強烈要求全面撤回條例、收回暴動論、釋放學生示威者、林鄭下台、嚴懲警方。 本人但願可以小命，成功換取二百萬人的心願，請你們堅持下去！ |
| ——盧曉欣 | |

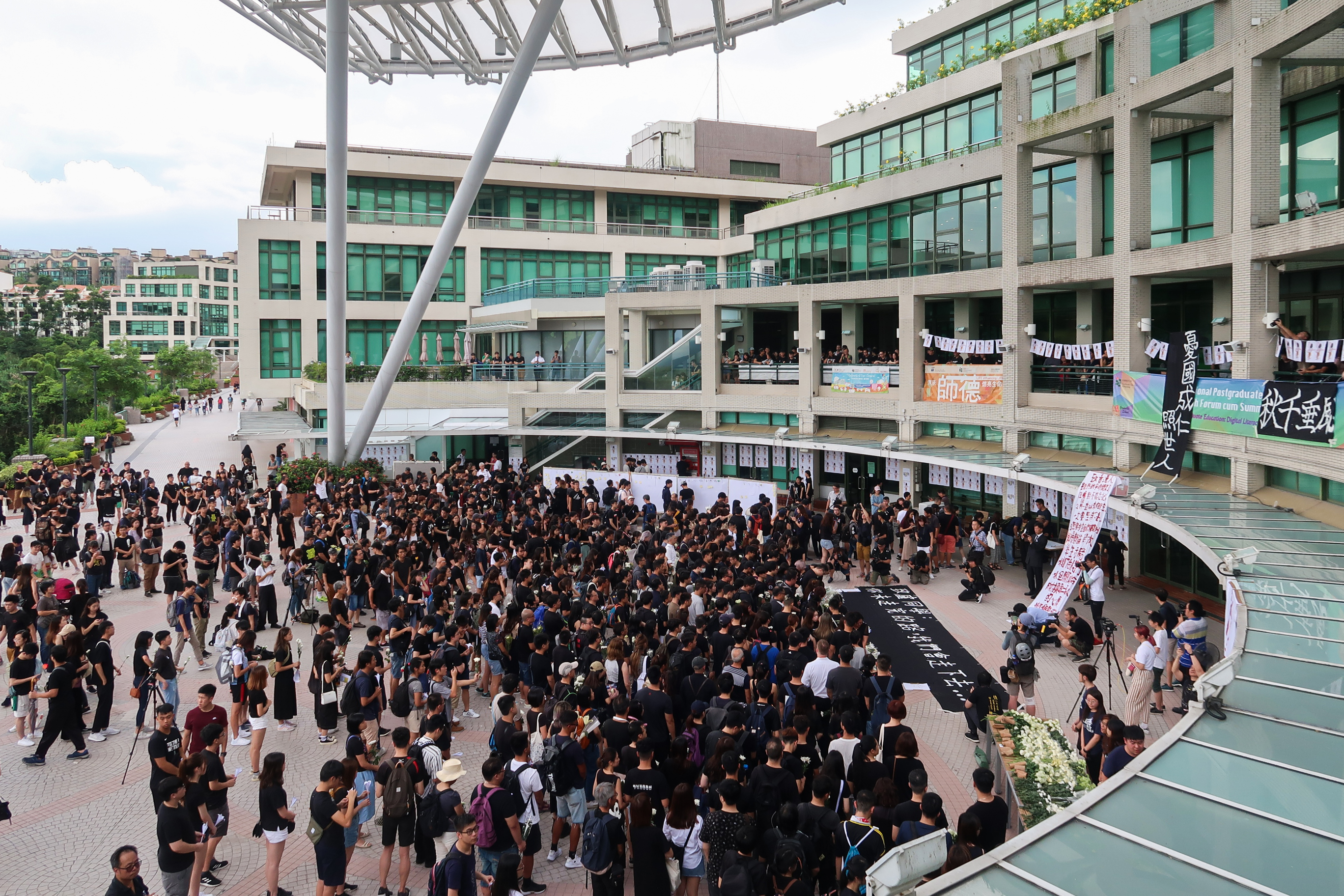
6月30日下午3時30分，香港教育大學的中央廣場舉行悼念儀式，有逾千名教大師生、校友、教職員及市民參與

同日晚上，過百名市民到現場獻花，點蠟燭及鞠躬悼念，而教育大學學生會於6月30日下午3時30分在於校園的中央廣場舉行悼念集會，並進行宣讀悼辭、默哀三分鐘及行三鞠躬禮的儀式。教育大學校長張仁良向師生發電郵，對事件感到十分悲痛和難過。

### 鄔幸恩

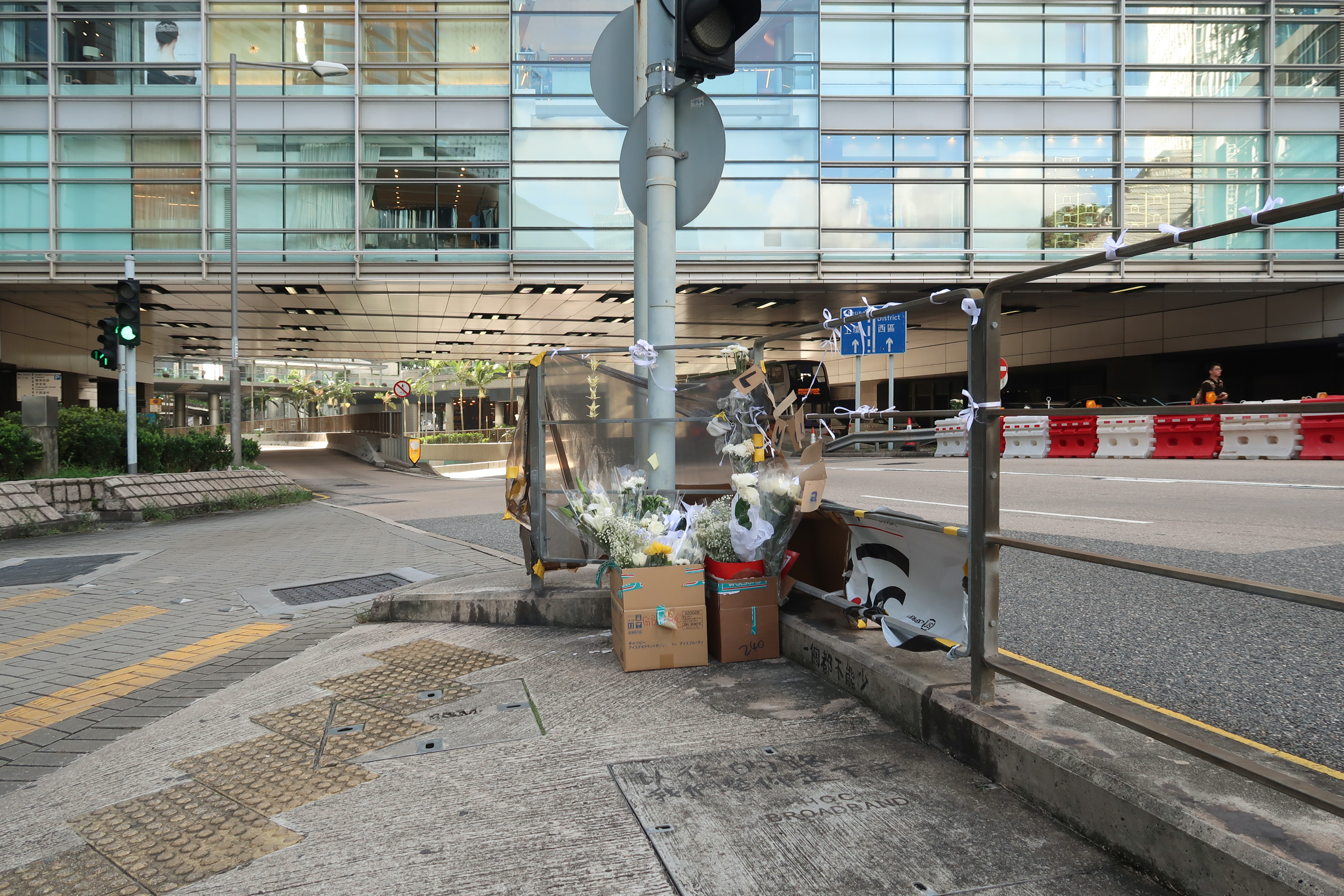
市民在民祥街擺放獻花，在地面寫上「一個也不能少」悼念

2019年6月30日，29歲的文員鄔幸恩（Zhita Wu）在中環國際金融中心商場4樓平台墮下，倒卧在民祥街，延至晚上9時搶救後不治。據了解，死者在墮樓前，曾在個人Facebook留下遺言，提及對所有的事情心灰意冷，情緒負面。她亦交代身後事，包括安排海葬及捐贈器官。死者未婚夫得悉消息後，隨即在facebook發文，「I love you，Rip。」
|          | 香港，加油。我希望可以看到你們的勝利。 七一我去不了，其實真的絕望透了。 所有的事情也讓我覺得沒有明天... 累了，不想再為明天努力... 我是會被社會淘汰的花枝，漂流在河上，而不是在樹上盛開的繁花。 我沒有家...多謝愛我的每一個人，感激每一個相遇。 |
| ——鄔幸恩 | |

### 麥小姐
2019年7月3日凌晨，28歲的麥小姐(名字不詳)在長沙灣住所墮樓身亡。記者在房間發現她留下的字句，寫有「不是民選的政府是不會回應訴求」、「甚麼也改變不了的無力感令人煎熬」等字句，並擺放了眼罩、生理鹽水和相機。
|          | 不是民選的政府，是不會回應訴求的，香港需要的是革命！ 對不起，每天起床和睡前看着這些新聞，感到很痛苦，甚麼也改變不了的無力感令人煎熬！ 對不起，也許是我太懦弱了，控制不了自己的情緒，對未來完全看不到希望，絕望得令人窒息！ 對不起，令人傷心，對不起，不能一起戰鬥。加油！ |
| ——麥小姐 | |

### 范遠聰
2019年7月22日，曾參與反送中遊行的26歲男子范遠聰，因在反送中的立場與家人政見不合，發生爭執而被趕出家門，他的朋友一度在所住的沙田廣源邨廣柏樓高處找他，但為時已晚，最後在大廈高層後樓梯高處墮下昏迷，救護員將他送往威爾斯親王醫院搶救不治。現場地面遺下大灘血漬，而警方在後樓梯檢獲啤酒罐。事後有市民到邨內獻白花默哀。

### 郭志偉
2019年8月26日晚上9時許，25歲的郭志偉從觀塘順天邨天韻樓高處墮下，倒卧大廈天井，救護員送往聯合醫院後證實死亡。
|          | 香港人為香港付出左幾多，得返黎又係幾多，出過聲，流過淚，受過傷，流過血，但係出黎既結果永永遠遠都唔係你所想！ 我一路相信人定勝天，個天愈俾難關我，我愈要克服，我信我自己， 原來命就係命，改變唔到就係改變唔到，我今次輸左俾個天。 但係香港人未輸，邊個撐到最後邊個就會贏，香港人加油！ |
| ——郭志偉 | |

### 何小姐
2019年9月4日晚上11時，27歲的何小姐（名字不詳）於粉嶺嘉盛苑嘉明閣21樓危站，一名男子嘗試勸喻，何小姐要求他叫口號以及出示反光衣，「證明自己出過去」，男子叫了「五大訴求，缺一不可」等口號，其後男子報警，並聽到女事主輕聲說句：「香港人加油！」後便一躍而下，直墮一樓平台，墮下天井位置，當場身亡。
|          | 香港人加油！ |
| ——何小姐 |              |

### Robert夫婦
2020年1月15日早上10時42分，在尖沙嘴梳士巴利道18號「K11 ARTUS 寓館」4樓露天茶座中庭位置，發現67歲外籍男子Robert及其61歲梁姓妻子由高處墮下身亡。兩人最近持英國護照來港入住上址的酒店，遺書透露他們支持香港人反送中的運動，寫下「煲底見」的字句，並對最近的社會事件感到不開心。
|              | 煲底見！ |
| ——Robert夫婦 |          |

### 梁健輝
2021年7月1日，50歲的梁健輝在銅鑼灣崇光百貨外刺傷一名28歲機動部隊警員，隨後以刀自插心臟，昏迷送院。，最終於當晚23時20分宣告不治，事件中警員肩胛骨中受傷。

## 疑因支持運動而自殺

### 荃灣涉案男子
2019年9月24日早上近11時，警方接報指於荃灣永順街51號海濱位置，發現一具男屍於海面飄浮，救起後證實已身亡，死者為一名28歲姓郭男子。經初步調查，相信事件沒有可疑。死者在葵芳住所留下兩封遺書，分別給家人及女友。消息指死者生前涉及20多宗假扮官員電話騙案，原定當日到灣仔區域法院應訊。
網民覺得事件疑點重重，並猜測死者是「被自殺」，網民指出可疑的地方包括自殺案前一天曾有網民報料聲稱目睹警員現身附近視察，死者口鼻有疑似血水的紅色液體流在地上，雙手一直伸直疑似握緊拳頭、僵硬的向上舉。約有20多名街坊到場了解事件。死者家屬及後亦到場，着現場人士停止拍攝，尊重死者，指他並非涉及反修例運動，是自殺而非所謂「被自殺」。
網民發起「荃灣西海皮獻白花」行動，聲稱要「還手足真相」。晚上7時許，有市民到荃灣西海傍路祭，點蠟燭及獻花。至晚上近九時，現場仍聚集近200名市民來到現場悼念，部分人身穿黑衣，神情哀傷，更有人一度落淚。

### 香港仔黑衣女子
2019年10月8日下午近5時，香港仔海怡半島怡翠閣對開發現黑衣女子溺斃，警方查看附近岸邊閉路電視，發現她於下午約4時半獨自一人在上址跳海。警方經初步調查，相信事件沒有可疑，列有人遇溺。香港眾志秘書長黃之鋒正好居住事發地點附近，他表示住在當地十多年，從未聽聞同類事情，情況實在相當特殊和嚴重，尤其是街坊鄰居人心惶惶，希望能了解如此情況發生的來龍去脈。由於死者身穿黑衣，有網民懷疑死者是10月1日被捕的其中一名示威者，涉或「被自殺」。警方指確定該名被捕人士已獲准保釋，亦已確定其人身安全，希望公眾不要胡亂相信未經證實的傳言。

## 運動期間死因不明

### 陳彥霖
曾經多次參與是次運動的15歲女童陳彥霖在2019年9月19日失蹤。同月22日，其浮屍在油塘海面被發現，當時全身裸體。市民質疑陳彥霖是「被自殺」，要求警方和陳生前就讀的香港知專設計學院解釋和公開閉路電視片段，但片段懷疑遭到剪接，引起更大不滿，其後香港知專設計學院公開更多閉路電視片段以釋疑慮。無綫新聞播出自稱陳母受訪片段，片段中女士稱陳彥霖死於自殺，但網上有網民質疑受訪者並非真的陳母，並稱真的陳母已失聯。

## 衝突期間死亡

### 周梓樂

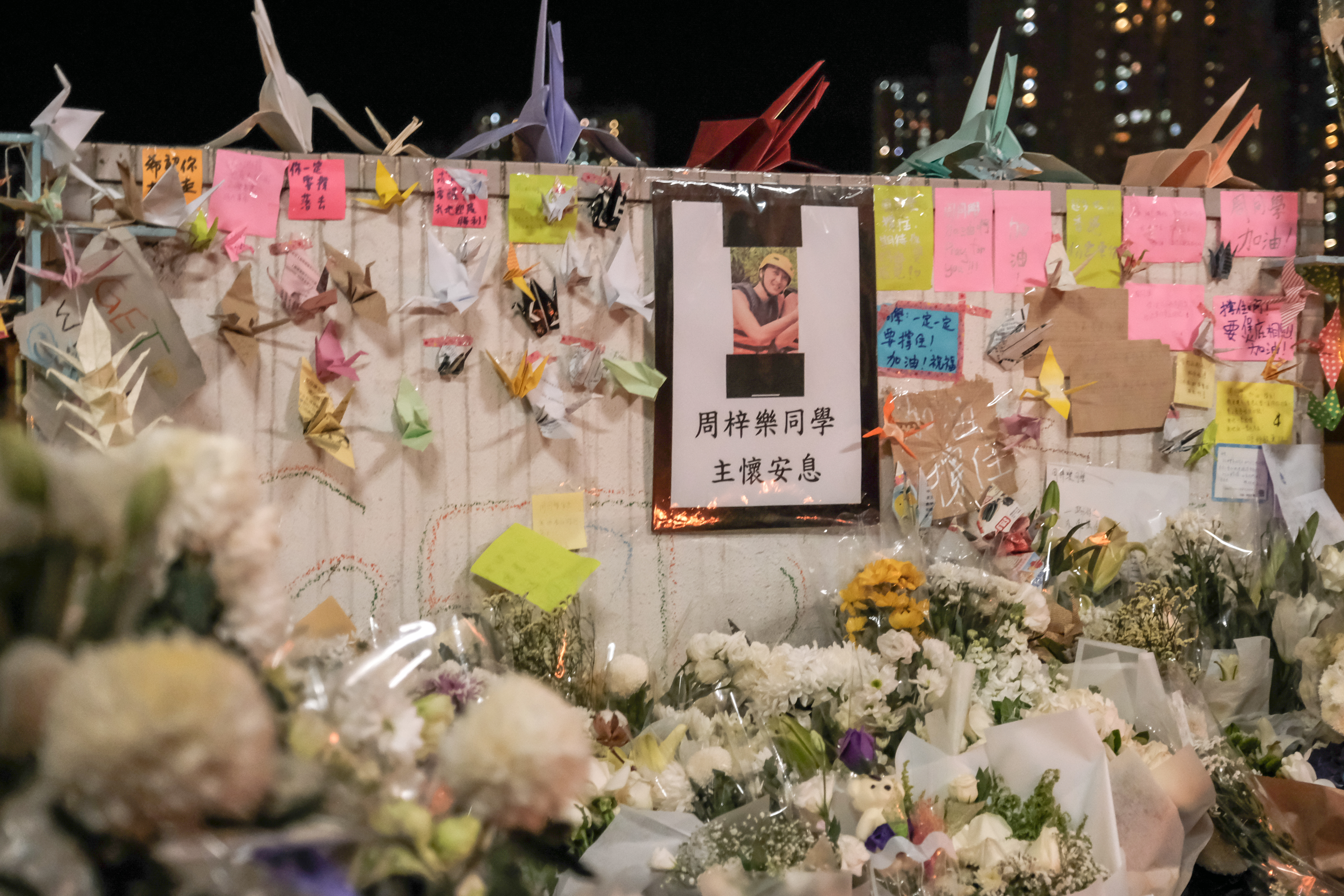
周梓樂的公眾祭祀區

2019年11月3日約晚上11時，有人於將軍澳尚德邨附近聚集，警察到場並發射胡椒噴劑，之後在唐明街及唐俊街的十字路口有防暴警察組成防線，與尚德邨對面的示威者對峙，並發射催淚彈驅散在場人士。當中於香港科技大學就讀的22歲青年周梓樂被發現倒臥於尚德邨停車場2樓，懷疑由3樓失足跌下，重傷昏迷送院搶救，留醫伊利沙伯醫院深切治療部，情況危殆。其後接受兩次腦部手術，但引流術失敗，腦壓仍不減，情況仍然危殆，昏迷指數處於最嚴重的3分，依靠3倍强心藥及呼吸機維生。11月5日傳出他出現腦幹死亡的迹象，但未接受腦幹死亡測試。留醫5天後，周梓樂在11月8日早上8時09分證實不治。不計以自殺抗議及其他未完全證實事件，其為首位在反修例警民衝突現場受傷並喪命的人。
由於他的離世仍然存在疑點，有現場義務急救員指他當時躲避催淚彈其間失足墮樓，亦有警察阻撓救護車前行達20分鐘，導致延誤救治的爭議，警方強調有人稱警員推傷者落樓是造謠，視察現場後不排除傷者誤以為跨過三樓矮牆後是平地而跌落二樓。警方曾一度否認進入過停車場，遭揭穿晚上11時28分曾於停車場巡邏，與警方的說法有出入。閉路電視片段並沒有顯示任何煙霧，甚至在傷者墜樓之前錄到有人正常地在車庫中行走，進一步排除了傷者因躲避催淚彈而墜落的可能性。
當他的死訊傳出後，母校科大、其墮樓的位置都有師生和市民進行悼念活動，科大校長史維以至市民和議員都促請當局作徹底、獨立的調查。 中文大學醫學院矯形外科及創傷學系骨腫瘤科組教授古明達指，周梓樂墮地時沒有意識保護自己，很大可能墮樓前已失知覺。

### 羅長清

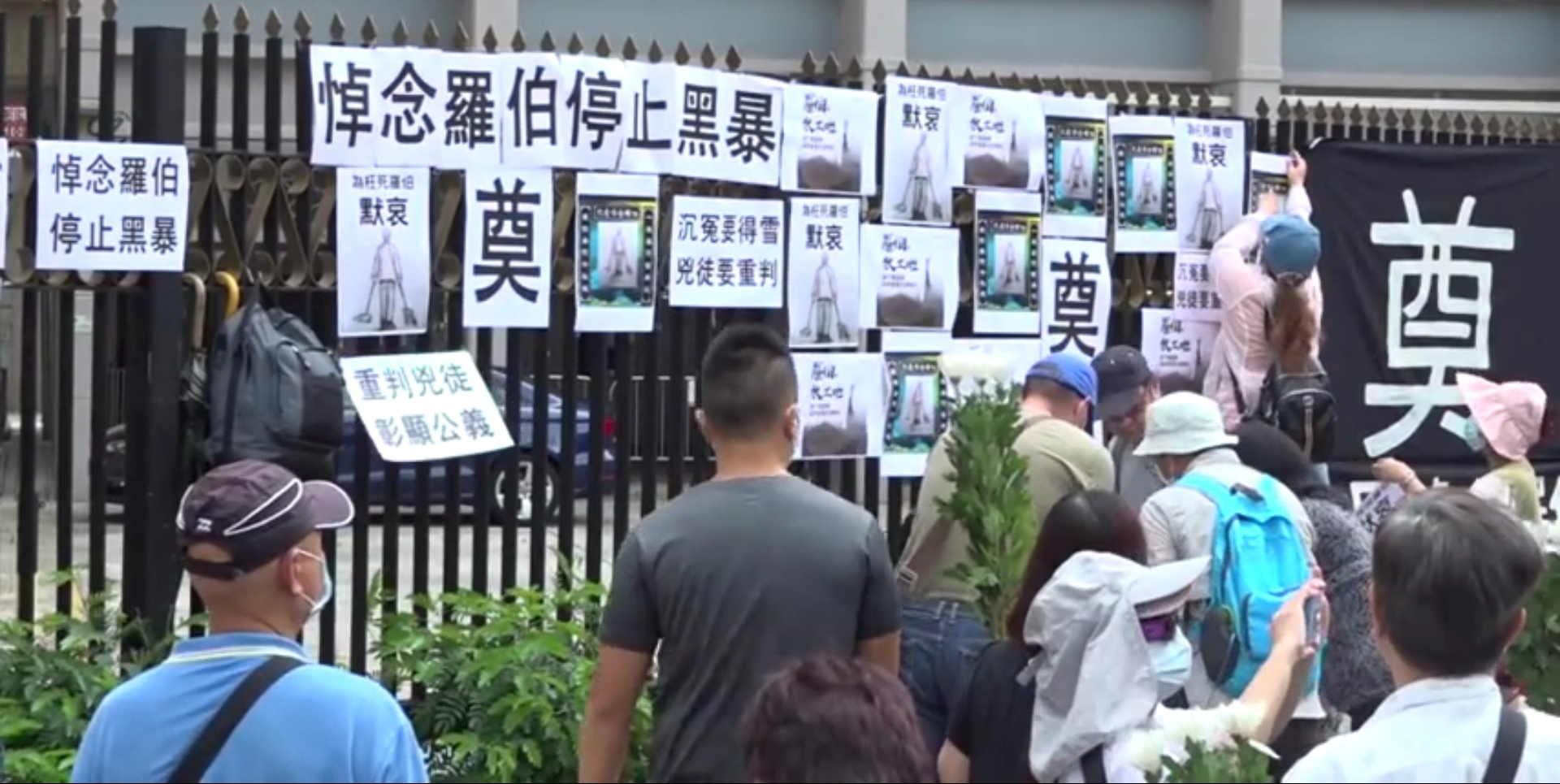
民众自发悼念罗长清

2019年11月13日中午約12時，在北區大會堂對開的龍運街。消息指，一批近30名操鄉音男女與一批黑衣示威者，疑因清理路障的問題發生衝突，雙方拾起地上的磚塊互掟，混亂中一名名為羅長清的70歲男子被一名黑衣蒙面人磚頭擊中頭部，當時老翁正在用電話拍攝，未参与混战。羅老翁即時倒地昏迷，之後送往北區醫院，再轉送至威爾斯醫院神經外科接受治療，情況危殆，14日晚上10時51分證實不治，案件將會轉交死因裁判官跟進。调查科高级警司李桂华指警方已锁定怀疑涉案人士。其为第一名在示威冲突中丧生的平民。警方最先将此案列为伤人案，后改为谋杀案。15日，市民自发来到北区大会堂附近悼念罗老伯。。

## 疑因衝突死亡

### 太子站襲擊
2019年8月31日有警員進入太子站毆打示威者，因太子站事後被圍封一段時間，外界一直盛傳當日有示威者在站內被打死，並指控警方「毁屍滅跡」。政府及警方已多次否認「不實指控」，但示威民眾要求港鐵公開當晚太子站的監控影片卻一直遭到拒絕。及後香港發生多宗自殺及屍體發現案，都引來大眾質疑背後是否另有內情，包括警方「被自殺」被捕示威者，惟至今仍未有實質證據顯示這些案件與太子站有任何關聯。
傳真社在11月30日訪問52位被捕人士中的47個人，證明其中有六名網傳遇害人士還健在，並透過其他被捕人士互相核實，證實他們均在清醒狀態下被送往醫院或警署。但由於目擊者的視野有限，因此仍未能就站內曾否有人死亡作結論。
其中一名被大肆宣揚事件中被警方使用武力引致斷頸身亡的男子「韓寶生」，於2020年公開表示自己真名為王茂俊，於事件後被控暴動及刑事毀壞等罪名，並於上庭前棄保潛逃，已到英國尋求政治庇護。王稱一年來沒公開澄清，是不想「幫警察做事」。

### 勇武小隊成員
2020年1月7日，一個自稱名為「火炬小隊」的示威者隊伍表示，在理大事件當中有三人涉暴動被捕，另外二人仍然失蹤，因此判斷他們已經死亡，小隊亦要解散。

## 嚴重受傷

### 通識老師被橡膠子彈擊中右眼失明
2019年6月12日，在拔萃女書院任教通識科的楊子俊老師，在金鐘的反修例警民衝突中，被橡膠子彈或布袋彈槍擊右眼及胸口，右眼視網膜崩裂以致失明（視力只有2.5%）。楊老師在醫院接受治療時被警方以「暴動罪」拘捕。楊老師年近30歳，為香港大學社會科學學士，持7年教師年資。

### 中年警員無名指頭被示威者咬斷
2019年7月14日沙田衝突，一名警員在沙田新城市廣場內處理警民衝突時，右手無名指被香港大學學生杜啟華咬斷，杜又以雨傘揮擊兩名警員。不過網民比對現場畫面，質疑警員插示威者眼，令其痛極咬緊牙關在先。應屆香港大學畢業生杜啟華被控襲警及有意圖傷人等4罪。法官指警長證供可信，警長沒有用手指使力按壓被告眼眶，指從新聞片段可見，警員的食指不是按著被告右眼。法官亦接納控方專家證人供詞，指被告咬指動作有意識，認為即使被告是自衛，他咬噬警長手指的力度足以令其手指粉碎性骨折，「遠高於保護自己所需的合理武力」。最終裁定被告4罪罪成，判囚5年半。

### 荃灣黑衣青年被斬斷手筋腳筋
2019年8月5日夜晚11时左右，民間人權陣線副召集人陳皓桓在眾安街麥當勞餐廳看见约40名中年白衣人追打记者。餐厅多人前往阻止，白衣人转入内街，其中2人捉住一名黑衣男，用刀砍向他的手和脚，头、手和脚。傷者身中3刀，手腳大量流血。众多示威者向白衣人前冲，白衣人四散逃离。而两名白衣人则未有逃离而继续袭击反被包围及被打。事发地二坡坊被指為黑社會聚集的地方。

### 女急救員右眼中彈失明及毀容
2019年8月11日，一名當前線急救員的少女聲稱被警方使用「布袋彈」擊中眼部，使她右眼球爆裂失明，而且右眼皮及淚管撕裂，右眼下方的上頜骨整塊全碎。警方在翌日記者會指「當時有示威者手持燃燒彈、彈叉、鋼珠等武器，警方未掌握證據該女子眼球是如何受傷」。8月29日受傷少女對政府及警方作出譴責，同時感謝各界支持。9月，警方向法庭取得手令向醫管局索取少女的醫療報告，惟未曾向少女展示手令。少女向醫管局發律師信反對局方將醫療報告交予警方。警方則一直未能與少女聯絡，再三呼籲少女報警及提供資料，讓警方展開詳細調查。2021年5月，東方日報報導稱當事人雙眼健全「無爆眼」，已於2020年9月30日離港前往台灣。

### 18歲青年被喬裝的警員毆打致腦出血
2019年8月11日，在銅鑼灣有警員被發現喬裝成黑衣示威者，制服並逮捕多名示威者，其中多人嚴重受傷。18歲的被捕者K被兩名喬裝示威者的警察撲倒，然後以警棍毆打，並用腳踩臉及踢臉，他被打致腦出血，每天都會流鼻血。

### 市民被推跌壓傷致肩關節骨碎
2019年8月11日，在銅鑼灣一名被捕者 Jack 被大力推倒，然後警員飛撲壓在地上，使他肩膀嚴重受傷，他左肩關節骨頭碎成四塊，並與下方接骨分離醫生要鑲上鈦金屬片和螺絲。

### 警員被投擲汽油彈致2級燒傷
2019年8月11日，長沙灣有示威人士向警察投擲汽油彈，汽油彈在警員身上爆開，火勢有一個人的高度；另外在尖沙咀有示威者向警署投擲汽油彈，一名警員雙腳着火，在另一名警員緊抱起火的下肢並以衣袖拍打其餘仍在燃燒的部位後才將火撲滅。該名被汽油彈擲中的警員2級燒傷。

### 徐錦煬被示威者襲擊
2019年8月13日傍晚一位名為徐錦煬的中國內地人於香港國際機場，因被示威者懷疑身份而被包圍並搜出身上物品，後被查出身份懷疑是公安介入，被示威者包圍超過五小時並報稱不適，期間有人毆打及襲擊他，向其身上潑水，並阻止救護員帶走，他被打到頭破血流。他後來戴上氧氣罩，晚上約10時半在警察護送下送上救護車離開。當晚有消息稱他無脈搏，生命危殆。

### 付國豪被示威者襲擊
《環球時報》記者付國豪2019年8月13日晚在香港国际机场採訪「警察還眼」集會示威時被示威者懷疑冒充记者進行拍摄及逾期居留。其後，付國豪遭示威者用索帶捆綁手腳至行李車上囚禁並毆打，身上物品包括證件被全數搜出。期間有示威者用腳踢他至倒地，他額頭及身體受傷。被包圍約一小時後，付國豪被救護人員救出送到醫院，醫務人員試圖帶走治療時遭示威者阻攔，而他在離開過程中仍被旗桿毆打與遭到水瓶丟擲。付國豪被送醫後檢查臉部有淤腫與多處擦傷，並有輕微腦震盪和軟組織挫傷。

### 17歲學生被打重傷並致創傷後遺症
2019年9月7日，17歲讀中六的朱同學在大埔墟站圍觀警察行動，打算離開時被數名警員圍毆，他被警棍打至頭破血流，左邊頭頂縫了兩針並右手手指尾骨折要做手術，須留醫兩星期。之後患上創傷後遺症，每天要服用4種精神科藥物，嚴重影響學習生活，他因而要放棄應考當屆的文憑試。

### 印尼記者右眼中彈失明
2019年9月29日，印尼語傳媒Suara Hong Kong News的女記者維比·英達（39歲）在灣仔站行人天橋採訪反修例遊行時，被警方的橡膠子彈射中右眼眼眉，她的律師向傳媒表示，醫生證實她右眼將永久失明，其左眼亦有受傷。

### 操普通話男子被襲擊
2019年9月29日晚上8時30分 ，波斯富街有一群蒙面人與十名操普通話男子發生衝突。有黑衣人向他們擲膠椅，其中一名男子倒地，隨即被一些蒙面人施襲。該男子臉部流血，義務急救員為他治理，經包紥後上救護車離開。事發約十分鐘後，亦有一名中年男人被圍毆，衣服被扯爛。男人再次站起來後又被推倒，被一群蒙面人以雨傘、拳頭等襲擊。而灣仔寶靈頓道附近亦有一名操普通話男子稱遭多名黑衣人毆打，致身體多處受傷。

### 中五學生被實彈擊中左胸
2019年10月1日，就讀荃灣公立何傳耀紀念中學的18歲中五學生曾志健，在荃灣海壩街近川龍街發生的反修例警民衝突中，以膠管揮打在現場執勤的警員曾家輝，其膠管在擊中曾的前擘時被當時手持配槍的曾開槍擊中，他被擊中左胸，子彈射中他的肺部，在肺部與心臟之間邊緣穿過，子彈離心臟只有3厘米，他多處肋骨斷裂，大量血液從心口湧出。曾志健被控暴動及襲警罪。曾志健在中槍倒地3分鐘後，始獲得警務人員查看傷勢。期間有警員試圖拾起在曾志健身旁的兩英尺長膠管，但疑隨即被同袍叫停，另一警員卻從遠處拿來一枝長度逾一米及尖頭的黑色長鐵枝，並一併拿走浮板、頭盔及面罩等證物，但事發時《法新社》拍到的相片及影片顯示曾志健只是手持長度不足兩尺的白色棍狀物，警方的做法被指疑企圖栽贓。

### 多名人士被潑腐蝕性液體
2019年10月1日，屯門大會堂外，防暴警員遭數十名示威者包圍及潑腐蝕性液體，最少二名警員、一名示威者及六名記者不及走避被腐蝕性液體灼傷手腳及面部，在場有一位婆婆疑身中腐蝕性液體後不適，需急救員治理，傷及面部及頸部，另有一人被大閘壓傷。救護員到場將傷者送院治療，有記者和警員須留院觀察。

### 初中男童被實彈擊中大腿
2019年10月4日，特首林鄭月娥宣佈引用《緊急情況規例條例》通過《禁止蒙面規例》，10月5日凌晨生效，引起多區發生示威。在元朗區，一名休班便衣警察駕駛私家車至青山公路與谷亭街十字路口，被示威者圍堵後選擇開車離開，其間撞向示威市民，引起衝突。警員被在場示威者圍毆，頭破血流。有人向他擲燃燒物品，他手部和腳部一度著火。警員為自衛拔槍以實彈近距離射中一名14歲少年左大腿。少年大量流血，被送到屯門醫院接受手術，情況嚴重。少年涉嫌參與暴動及襲警被捕。

### 的士撞向人群 司機遭群眾圍毆
2019年10月6日下午，一輛的士於深水埗南昌街行駛，至欽州街近長沙灣道路口長沙灣政府合署對出時的士突然急速轉彎，剷上行人路撞向人群。現場消息指，至少3名行人遭撞傷。其後多名示威者包圍的士，並將的士司機拉出車外圍毆，司機被打至頭破血流，又被指罵是「殺人犯」，及後有人勸阻停止攻擊。送院治理時，女傷者及司機情况皆嚴重。

### 馬蹄露旺角遇袭
2019年10月6日傍晚6时，艺人马蹄露在旺角街头拍照并引发示威者不满，双方发生冲突并对骂。馬蹄露被殴打至头破血流，嘴角、下巴及頸部受傷流血。马蹄露在接受《新明日報》采访时称自己“头7针、嘴巴伤口裂开差不多1寸，嘴唇下逢了2针、下巴2针，伤口是被割伤的”。

### 中年警员被割伤颈部
2019年10月13日，隶属东九龙警区冲锋队的一名警员在觀塘执勤期间被一名19歲新界喇沙中學中六學生許添力以鎅刀 (美工刀）割伤颈部，但并无伤及颈动脉。他后被送往联合医院。18岁中六学生當場被捕，被控一項有意圖而傷人罪。

### 傳媒車長負傷下被押入警署毆打至下顎骨裂
2019年10月14日凌晨，Now新聞的車長在旺角警署外，後腦懷被布袋彈擊中，他在負傷情況下被多名警員以索帶將雙手反綁押入警署毆打，他的面被人按在牆上，頭、手及腳被警棍打傷，身上最少有9處明顯傷痕，包括：額頭、右邊下顎、兩邊手肘、手掌、兩邊腳內側關節，X光照片顯示右邊面下顎骨裂，要留院接受手術。Now新聞強烈譴責警方濫用武力。

### 警察遭淋鏹水需植皮
2019年10月16日報道，有便衣防暴警在屯門遭示威者淋鏹水受傷，背部和手臂灼傷，大面積神經線壞死，未來要進行多次植皮手術。據受傷警員描述，鏹水潑到身上時甚至來不及脫掉衣服。

### 黑衣青年被利刃割頸傷肚
2019年10月19日，一名19歲姓熊青年，穿黑衣、戴口罩在大埔連儂隧道一帶派傳單時被一名持雙程證來港的22歲姓柳中國內地男子以刀割頸，青年逃跑，其後跌倒，施襲者追上再以刀斬青年腹部致劏開，腸臟溢出。現場消息稱施襲者曾大叫「香港廢青聽着，香港是中國的」和「你們搞亂香港」等語句。姓柳中國內地人其後被捕，被控一項「有意圖而傷人罪」。

### 社工遭警棍打傷頭縫5針
2019年10月31日晚上，在警民衝突現場作人道救援的社工Key，於旺角彌敦道及荔枝角道交界休憩處休息時，被警察一擁而上毆打，他被警棍打傷致頭破血流，經醫院檢查發現頭部有兩處受傷，其中一處傷口長達7厘米，縫了5針，他手腳亦被打傷。

### 救護員被催淚彈燒傷背部
2019年11月2日，在港島區衝突中一名男義務救護員在銅鑼灣時代廣場附近被警方手擲式催淚彈彈頭擊中背部，背部皮膚三級燒傷，左手手指灼傷，送院治理。

### 太古城三人被斬一危殆一嚴重，趙家賢被咬斷左耳
2019年11月3日，遇襲夫婦的丈夫腹背共中九刀，傷及腸臟，一度危殆。其妻子手腳中刀，一度嚴重。太古城西區議員、民主動力召集人趙家賢於太古城中心外被一名穿灰色上衣、與在場不同政見人士爭拗的男子咬斷左耳，趙用手掩着左耳，血流如注，地面遺下部分耳殼，他其後被送往東區醫院治理。趙家賢左耳約四分之三的耳廓被兇徒咬斷及扯甩，嚴重破壞軟骨組織，醫生只能找到一條血管進行接駁。經過一星期治療後，醫生確診軟骨無法有效供應養分致壞死，最終耳廓須要移除。

### 街坊與警理論遭狂毆頭裂縫十針
2019年11月4日晚上，警察在將軍澳多次發射催淚彈，一名51歲街坊害怕在其住所樓下放催淚彈會影響子女，遂落樓要求警方停手，其間他被警察粗暴制服狂毆，頭部兩處裂傷、太陽穴紅腫、膝頭及背部擦傷，事後須留院，頭部縫十針。這街坊更被反控「襲警」，而「遇襲」警員則沒有受傷，控方調查後基於證據不足，撤回襲警控罪，街坊無罪釋放兼得訟費。

### 立法會議員何君堯被刀刺胸
2019年11月6日早上8時許，何君堯於屯門啟豐園商場地下擺設街頭宣傳期間，一名身穿藍色衣服及戴鴨舌帽的30歲無業男子上前送花握手，當他聲稱要拿手機拍攝合照時，突然從手袋拿出6吋長黑色刀刺向何君堯。何君堯腹部受傷送往屯門醫院救治。施襲男子事後被警方拘捕，現場遺下懷疑兇器。根据醫療報告，何君尧傷口位於心臟位置，闊度有2厘米，深度有2.5厘米深，亦有发炎迹象，因此医师亦有尽快进行手術的安排。警方将案件改列“意图谋杀”起诉，并于11月8日在粉岭裁判法院提堂，2020年2月3日再审，被告不得保释。

### 杨学志遇袭
2019年11月11日一名为杨学志的内地青年路过弥敦道遭遇“黎明行动”，在查看手机时，一女示威者怀疑他在拍摄，抢夺了他手机，并呼叫同伙打他。大约一两百名示威者用砖头、石块、雨伞、铁槌、木棒等袭击他。杨学志逃跑不成，被袭击失去知觉。杨学志头部及左手受伤，手指指骨骨折，头部缝60针，现时终身残废，并因此无法正常工作，导致失去收入，经济陷入困境，需要借钱度日。
楊學志被人打至滿身血时，被路透社攝影記者托馬斯·皮特拍下。之后，包括這張照片在內的一組照片獲得了2020年普利策獎。

### 青年被實彈擊中需切右腎
2019年11月11日，網民發動「黎明行動」期間，於西灣河，有一名黑衣青年被交通警員近距離用實彈射傷腹部，中槍青年一度失去意識，有警員把他的上半身大力拉起，黑衣青年苏醒后试图逃跑，之後送往東區醫院救治。中槍青年需要切除右邊腎及右半邊肝臟，情況危殆。

### 男子被潑易燃液體並點燃
2019年11月11日，在馬鞍山廣場連接馬鞍山公園的行人天橋，有一名身穿綠色上衣的男子與示威者爭吵，有片段顯示該綠衣男曾在地鐵站內追逐並曾與示威者口角，後有黑衣蒙面人人向綠衣男淋潑懷疑易燃液體並點火，綠衣男即時起火，他向後跑並脫下上衣。火勢其後熄滅，綠衣男四成皮膚二級燒傷，包括手、腳、面及胸口，完成手術後留醫深切治療部。警方將案件列企圖謀殺處理。11月21日，傷者情況轉為「穩定」，消息人士並表示「醫生好肯定傷者現時情況穩定，他的危殆一直都不是瀕死的那種危殆。」

### 中二學生因播歌遭警員壓至手腕骨折
2019年11月11日，一名14歲就讀英華書院的中二男生，在學校外以擴音器播放《願榮光歸香港》，遭警察到場以「公眾地方行為不檢」罪名拘捕，追捕期間，多名警察將他壓在地上，令他左手手腕骨折，要送到醫院打石膏及做手術。立法會議員涂謹申及人權監察副主席莊耀洸認為，警方屬無理濫捕。

### 日本遊客遇襲
2019年11月11日，一名日本游客在香港疑似因一时好奇拍摄堵路的黑衣人而遭袭击。

### 旺角女子遭毆打
2019年11月11日，旺角有一名女子疑因意见不同遭示威者包围殴打，有示威者以疑似伸缩棍袭击女子，并以灭火器向女子头部喷射。现场有市民劝阻并有记者护送女子离开，但该名女子随后又再遇袭。最终該女子在记者护送下离开现场。

### 中三學生被催淚彈擊中頭部昏迷
2019年11月13日晚上約10時，在天水圍有示威者與防暴警爆發衝突，一名15歲姓傅的中三學生在新北江商場對開，被防暴警催淚彈擊中頭部，昏迷倒地，有透明液體從鼻腔流出，送往屯門醫院接受開腦手術後，情況仍然危殆。少年父母雙亡，他的叔叔傅先生深望後稱「很想知道為何警察要射他的頭？」。

### 學生被制服後仍被警員打至骨折
2019年11月13日，在將軍澳隧道附近因堵路和警員發生衝突的學生張君龍（21歲）在法庭上指出，他被完全制服後，警員仍以硬物擊打其腿部，令他腿部骨折。另外，還有警員在張趴在地上時，強行分開他雙腿，並從後踢其下體。

### 記者被水炮車射中後腦骨折腦出血
2019月11月17日，《癲狗日報》攝影記者在香港理工大學外圍拍攝期間，遭警方水炮車的水柱射中倒地，當場休克，送院後證實後腦骨折，並有腦部出血，須進行手術抽出瘀血。。

### 警方傳媒聯絡隊隊員被箭射傷小腿
2019月11月17日，香港理工大學外圍繼續發生衝突，一名警方傳媒聯絡隊隊員在漆咸道南和柯士甸路交界近九龍玫瑰堂位置，距離理工大學近30米處被箭射中小腿，送院治理。警方指出示威者早上繼續佔領理大對出一帶路面，並持續以致命武器包括磚頭、汽油彈及弓箭等攻擊警方防線，而理大A座附近近漆咸道南的平台有示威者不斷用巨型彈叉將汽油彈及硬物射向在場警員，巨型彈叉射程有30至40米。

### 清路障男子被鐵制硬物重擊頭部
2019年12月1日凌晨約1時，有示威者在彌敦道及旺角道交界一帶以雜物阻塞道路。一名53歲本地男子清理路障，期間被人指罵及後一名身穿淺色短袖上衣、黑色長褲及戴黑色鴨舌帽的男子以硬物重擊其頭部。致其步伐不穩，頭部血流如注，而周邊圍觀的人續以粗口辱罵。一度失去知覺的受害人稍為恢復意識後，有義務急救員上前為受害人急救。

### 路過途人被警察射爆眼球（存疑，无其他旁证）
2019年12月10日凌晨1時半左右，警察在旺角以胡椒球槍等武力驅散人潮，一位27歲的市民與朋友外出用膳後回家，當時他穿著灰色外套，未有戴口罩或帽子，他途經旺角朗豪坊外時，被防暴警察近距離以胡椒球槍射擊頭部，導至左眼球破裂，須即時轉送明愛醫院做手術。

### 女作家眼角中催淚彈險盲
2020年1月1日凌晨，女作家鄧小樺在倒數迎接元旦後，與朋友沿彌敦道離開，當途經旺角登打士街時，防暴警員突然向行人路發射催淚彈，她因走避不及，左眼側顴骨被催淚彈擊中受傷，滿面披血，眼角旁有一道明顯傷痕，入醫院後縫了三針。鄧小樺批評政府「他們眼中，所有在行人路上、這時候仍在街上的，好像都是抵死的。」

### 中年男子遭示威者殴打
2020年5月24日，41岁的律师陈子迁在铜锣湾利园山道与数十名示威者发生口角，随即，陈子迁遭到示威者用雨伞殴打，期间五名示威者还打开雨伞，被指试图掩饰伤人。就医后，陈子迁的头部、颈部、手部等多处受伤，总共缝了约20针。彭韵僖称此事为“香港的悲哀”。

### 防暴警察手臂被利器刺中大量流血
2020年7月1日遊行，大批市民於銅鑼灣一帶聚集，下午4時許，一名防暴警察於天后近皇仁書院對出嘗試制服一名示威者時被人以利器襲擊致左邊手臂流血，染紅了左邊衣袖，由同袍協助進行急救治理。

### 銅鑼灣刺警案
请见本条目#梁健輝一节。

## 懷疑遭性侵

### 吳傲雪
2019年10月10日，先前在民間記者會化名為S小姐的中文大學女學生吳傲雪，在和中大校長段崇智的對話會中，除下口罩公開並自稱在葵涌警署遭性侵犯的經過，要求段公開譴責警方暴力。段崇智結果在10月18日發表聲明，譴責警方暴力。
2019年10月12日文匯報發文質疑吳傲雪被性侵一事稱，沒有準確指出事發地點並不主動回復警方對其指控，同時吳傲雪在網絡社區中被人爆出説謊成癮。

### 一名十八歲少女
一名18歲少女自稱2019年9月27日在荃灣警署被多名警員輪姦，事後要到伊利沙伯醫院接受終止懷孕手術。
- 《蘋果日報》表示經不同渠道了解事件，受害人現年18歲，於十月中因其他疾病到伊利沙伯醫院急症室求診，醫護人員在有醫療需要下，為該少女驗孕，結果顯示少女懷孕。少女在母親陪同下向醫護人員說出事件，指約一個月前即九月期間，在途經警署外被警方截查，當時她並非參與示威，亦沒有穿黑衣，結果在警署內期間，遭4名懷疑是警員的蒙面男子在房內輪姦。《蘋果日報》據悉，當時人最初不願報警，一直由伊院跟進她醫療上的需要。該少女本月7日在伊院進行終於懷孕手術，經超聲波檢查，少女的胎兒有7至8周大。
- 《東方日報》報道，據知女事主18歲，有精神科求診紀錄，7月曾經企圖自殺，警方初步調查，相信女事主案發當日，無在荃灣警署出現。
- 《香港01》引述警方消息表示，重案組根據事主的口供展開調查。翻查荃灣警署9月27日的閉路電視片段，惟未有找到事主；再而翻查前後數日的片段，同樣沒有找到事主被帶入警署情況；荃灣警署在該段日子亦沒有防暴警察當值。消息人士指出日子全部不吻合，事主描述的警署內的案發地方，又與實際有出入，其代表律師也未有再接觸警方[189]。